# Nycteola symmicta
Nycteola symmicta är en fjärilsart som beskrevs av Turner 1902. Nycteola symmicta ingår i släktet Nycteola och familjen trågspinnare. Inga underarter finns listade i Catalogue of Life.